# Ant-Man (film)
Ant-Man è un film del 2015 diretto da Peyton Reed.
Basato sugli omonimi personaggi di Marvel Comics, Scott Lang e Hank Pym, è il 12º film del Marvel Cinematic Universe (MCU) e l'ultimo della cosiddetta "Fase Due".
Prodotto dai Marvel Studios e distribuito da Walt Disney Studios Motion Pictures. Il film è stato scritto da Edgar Wright, Joe Cornish, Adam McKay e Paul Rudd da una storia di Wright e Cornish ed è interpretato da Rudd, Evangeline Lilly, Corey Stoll, Bobby Cannavale, Michael Peña, Tip "T.I." Harris, Anthony Mackie, Wood Harris, Judy Greer, Abby Ryder Fortson, David Dastmalchian e Michael Douglas.

## Trama
Nel 1989 lo scienziato Hank Pym si dimette dallo S.H.I.E.L.D. dopo aver scoperto che l'agenzia ha tentato di replicare la sua formula per il restringimento, le Particelle Pym. Hank crede che la sua tecnologia sia pericolosa e giura di tenerla segreta. Nel presente, alcuni mesi dopo gli eventi di Sokovia, Pym è stato costretto a lasciare la propria azienda a sua figlia, Hope van Dyne, e al suo ex pupillo, Darren Cross. Quest'ultimo è vicino a perfezionare una tuta di contrazione di sua creazione, chiamata il Calabrone, che intende usare per scopi militari.
Intanto Scott Lang, ex-ingegnere elettronico, viene scarcerato dalla prigione ed è intenzionato a cominciare una nuova vita. Lang fa visita a sua figlia Cassie, ma l'ex-moglie Maggie e il suo nuovo marito Jim Paxton, un poliziotto, lo rimproverano per non essere mai stato vicino alla figlia e lo cacciano. Incapace di tenersi un lavoro a causa della sua fedina penale, Lang accetta di unirsi alla banda del suo migliore amico Luis, per commettere un furto a casa di un vecchio ricco. Lang, grazie alle sue doti, irrompe in casa e apre la cassaforte, ma all'interno trova solo una strana tuta, che porta a casa. Dopo averla provata, Lang si restringe accidentalmente alle dimensioni di un insetto, per poi tornare normale. Terrorizzato da questa esperienza, Lang riporta il costume nella casa, ma viene arrestato. Pym, il proprietario della casa, fa visita a Lang e lo aiuta a fuggire dalla cella con l'aiuto delle formiche, che gli portano la tuta.
Nella sua casa, Pym rivela di osservare Scott da tempo e di avergli fatto rubare e provare la sua tuta, in modo che possa diventare il nuovo "Ant-Man" e rubare il Calabrone. Hope, che da tempo sta spiando Cross per conto del padre nonostante il difficile rapporto tra di loro, aiuta Lang ad allenarsi e a comunicare con le formiche, poiché teme quello che Cross potrebbe fare con la tecnologia. Scott viene mandato a rubare un dispositivo nel nuovo quartier generale degli Avengers, dove si scontra brevemente e con successo con Falcon. Hope mostra rimorso verso il padre per la morte della madre, Janet, e così Pym rivela che Janet, nota come Wasp, si restrinse fino al limite per disinnescare un missile sovietico e scomparve in un regno quantico subatomico. Pym avverte Lang che potrebbe subire un destino simile se manomettesse il regolatore della sua tuta.
Cross perfeziona il Calabrone e ospita una cerimonia di inaugurazione nel suo quartier generale. Lang, insieme alla sua banda e uno sciame di formiche volanti, si infiltra nell'edificio, sabota i server e piazza degli esplosivi. Tuttavia quando tenta di rubare il Calabrone viene catturato da Cross, che intende vendere sia la tuta del Calabrone che la tuta di Ant-Man all'Hydra, guidata da Mitchell Carson. Lang si libera e sconfigge gli agenti dell'Hydra, ma Carson riesce a fuggire con una fiala di particelle restringenti. Lang si lancia all'inseguimento di Cross, mentre gli esplosivi si attivano facendo implodere l'edificio. Cross indossa la tuta di Calabrone e affronta Lang, ma quest'ultimo viene arrestato da Paxton dopo aver imprigionato Cross in una zanzariera. Tuttavia, Cross si libera e prende Cassie in ostaggio. Lang manomette il regolatore della tuta e si riduce a misura subatomica penetrando nella tuta di Cross per sabotarla, facendola esplodere e uccidendolo. Lang scompare nel regno quantico, ma riesce a invertire, inserendo nella tuta uno dei dischetti di Pym, che consentono la crescita di quello che colpiscono, gli effetti e ritorna nel mondo macroscopico. In segno di gratitudine, Paxton copre Lang per tenerlo fuori di prigione. Vedendo che Lang è sopravvissuto ed è tornato dal regno quantico, Pym si domanda se sua moglie sia viva. Più tardi, Luis informa Lang che Sam Wilson lo sta cercando.
Nella scena a metà dei titoli di coda, Pym mostra a Hope il nuovo costume di Wasp e glielo offre. Nella scena dopo i titoli di coda, Wilson e Steve Rogers hanno il Soldato d'Inverno sotto la loro custodia. I due sono impossibilitati a contattare Tony Stark a causa degli "accordi", ma Wilson afferma di conoscere qualcuno che li potrebbe aiutare.

## Personaggi
- Scott Lang / Ant-Man, interpretato da Paul Rudd: un ex-ingegnere elettronico e ladro che si impossessa di una tecnologia che gli permette di ridurre le sue dimensioni.[1][2][3] Parlando del personaggio, Peyton Reed ha affermato: "Non è abituato a essere un eroe. È più simile al personaggio di George Clooney in Ocean's Eleven. È un ragazzo che cerca di crearsi una nuova vita e cercare la redenzione". Per prepararsi al ruolo, Rudd ha lavorato con un personal trainer e ha eliminato dalla sua alimentazione alcol, cibi fritti e carboidrati. Rudd ha spiegato: "In pratica non ho mangiato nulla per un anno... ho seguito l'approccio di Chris Pratt per prepararsi a un film d'azione. Elimina tutte le cose divertenti per un anno e poi puoi interpretare un supereroe".[4] Rudd ha firmato un contratto multi-film con la Marvel per partecipare "a tre film più apparire in qualche altro prodotto".[5]
- Hope van Dyne, interpretata da Evangeline Lilly: figlia di Hank Pym e Janet van Dyne,[6] aiuta Cross a impossessarsi dell'azienda del padre,[7][8][9] e diventa la nuova Wasp alla fine del film.[10] Descrivendo il personaggio, Lilly ha spiegato che "Sono cresciuta da due supereroi, quindi sono una donna molto incasinata. Sono inoltre molto capace, forte e tenace, ed è molto bello da interpretare, ma la parte più divertente era quanto fosse problematico il fatto di essere cresciuta da due supereroi. Ed è evidente dal mio cognome che non ho un ottimo rapporto con mio padre e quindi ho preso il cognome di mia madre".[11] Ha inoltre aggiunto che il suo arco narrativo nel film riguarderà il suo tentativo di ristabilire un rapporto con Pym.[12] Lilly era riluttante a partecipare al film dopo l'abbandono di Wright, ma si è convinta dopo aver letto la nuova sceneggiatura e dopo aver incontrato Reed.[8] Lily ha firmato un contratto multi-film per la Marvel.[13]
- Darren Cross / Calabrone, interpretato da Corey Stoll: ex pupillo e collega di Pym che si impossessa della sua azienda e della tecnologia Ant-Man per usarla per scopi militari.[14][15] Descrivendo il suo costume, Stoll ha detto: "Darren Cross... ha un costume che è una specie di evoluzione di quello di Ant-Man. Può fare tutto quello che può fare Ant-Man e anche di più. È più aggressivo, più militaresco, elegante... come se fosse stato disegnato dalla Apple".[16] Riguardo al personaggio, Stoll ha affermato che "non è un villain come Thanos o Loki, che sono consapevoli di esserlo. [Cross] è un uomo non troppo diverso dal personaggio di Michael Douglas, Hank Pym. Un brillante scienziato che non è eticamente puro. Penso che un aspetto interessante del film sia che tutti quanti hanno delle zone d'ombra".[17] A differenza di Rudd, che ha indossato un vero e proprio costume di Ant-Man, Stoll ha interpretato Calabrone attraverso il motion capture; Reed ha spiegato che è stata presa questa decisione poiché girare con un costume vero e proprio sarebbe stato troppo complicato.[18]
- Jim Paxton, interpretato da Bobby Cannavale: un ufficiale di polizia che ha sposato la ex-moglie di Lang.[19][20][21] Cannavale ha spiegato di essere stato convinto a partecipare al film da Rudd e McKay; "Hanno un po' ampliato la mia parte [nella loro sceneggiatura] e mi hanno chiamato entrambi per dirmi 'Devi farlo'. Mi hanno chiamato ancora prima della Marvel. Mi sono davvero fidato di loro perché sono molto protettivi verso la sceneggiatura".[21] Inizialmente il ruolo era stato assegnato a Patrick Wilson, che ha tuttavia lasciato il progetto a causa di impegni già presi e dal posticiparsi delle riprese.[22]
- Luis, interpretato da Michael Peña: ex-compagno di cella di Scott,[19][23][24] e membro della sua squadra.[25] Peña ha firmato un contratto multi-film con la Marvel.[26]
- Dave, interpretato da Tip "T.I." Harris: un membro della squadra di Lang.[19][23][25]
- Sam Wilson / Falcon, interpretato da Anthony Mackie: un membro degli Avengers specializzato in combattimenti aerei grazie a una speciale tuta alata.[27]
- Gale, interpretato da Wood Harris: agente di polizia e collega di Jim Paxton.[19][23]
- Maggie, interpretata da Judy Greer: ex moglie di Lang.[19][23][28]
- Cassie, interpretata da Abby Ryder Fortson: la figlia di Scott e Maggie.[29]
- Kurt, interpretato da David Dastmalchian: un membro della squadra di Lang.[19][23][25]
- Henry "Hank" Pym, interpretato da Michael Douglas: ex agente dello S.H.I.E.L.D.,[13] entomologo e fisico che nel 1963 diventa il primo Ant-Man dopo aver scoperto le particelle subatomiche che rendono possibile la trasformazione; affida a Lang il compito di diventare il nuovo Ant-Man.[2][30][31] Douglas ha spiegato di aver accettato la parte perché "a volte - come quelli che pensavano che non potessi fare Liberace in Dietro i candelabri - devi scuoterli un po' e divertirti".[32]

Inoltre Hayley Atwell e John Slattery riprendono i rispettivi ruoli di Peggy Carter e Howard Stark dai precedenti film dell'MCU. Gregg Turkington interpreta Dale, manager di Baskin-Robbins, e Martin Donovan interpreta Mitchell Carson, un ex-agente dello S.H.I.E.L.D. che lavora per l'Hydra e cerca di impossessarsi della tecnologia di Calabrone. Il co-creatore di Ant-Man Stan Lee ha un cameo nei panni di un barista. Chris Evans e Sebastian Stan appaiono non accreditati nei rispettivi ruoli di Steve Rogers / Captain America e Bucky Barnes / Soldato d'Inverno nella scena dopo i titoli di coda. Hayley Lovitt appare in un cameo nei panni di Janet van Dyne / Wasp.

## Produzione

### Sviluppo
Idee di un film di Ant-Man circolavano sin dalla fine degli anni ottanta, quando il co-creatore del personaggio Stan Lee propose di trasporre il personaggio sul grande schermo alla New World Entertainment. Tuttavia negli stessi anni la Walt Disney Pictures stava sviluppando un film con una premessa simile, Tesoro, mi si sono ristretti i ragazzi, e Ant-Man fu messo da parte. Nel 2003 Edgar Wright e il suo partner creativo Joe Cornish scrissero un trattamento per la Artisan Entertainment, che al tempo deteneva i diritti del personaggio. Nell'aprile 2006 i Marvel Studios assunsero Wright per dirigere e co-scrivere (insieme a Cornish) il film come parte della prima serie di film prodotti indipendentemente dallo studio. Al San Diego Comic-Con 2006 Wright spiegò di voler realizzare un film d'azione con elementi comici e che avrebbe avuto tra i protagonisti sia Hank Pym che Scott Lang. Wright disse di voler realizzare "un prologo in cui vediamo Pym come Ant-Man in azione negli anni sessanta, e poi nel presente seguiamo la storia di Scott Lang, di come è entrato in possesso del costume e di come si è ritrovato ad allearsi con Hank Pym.

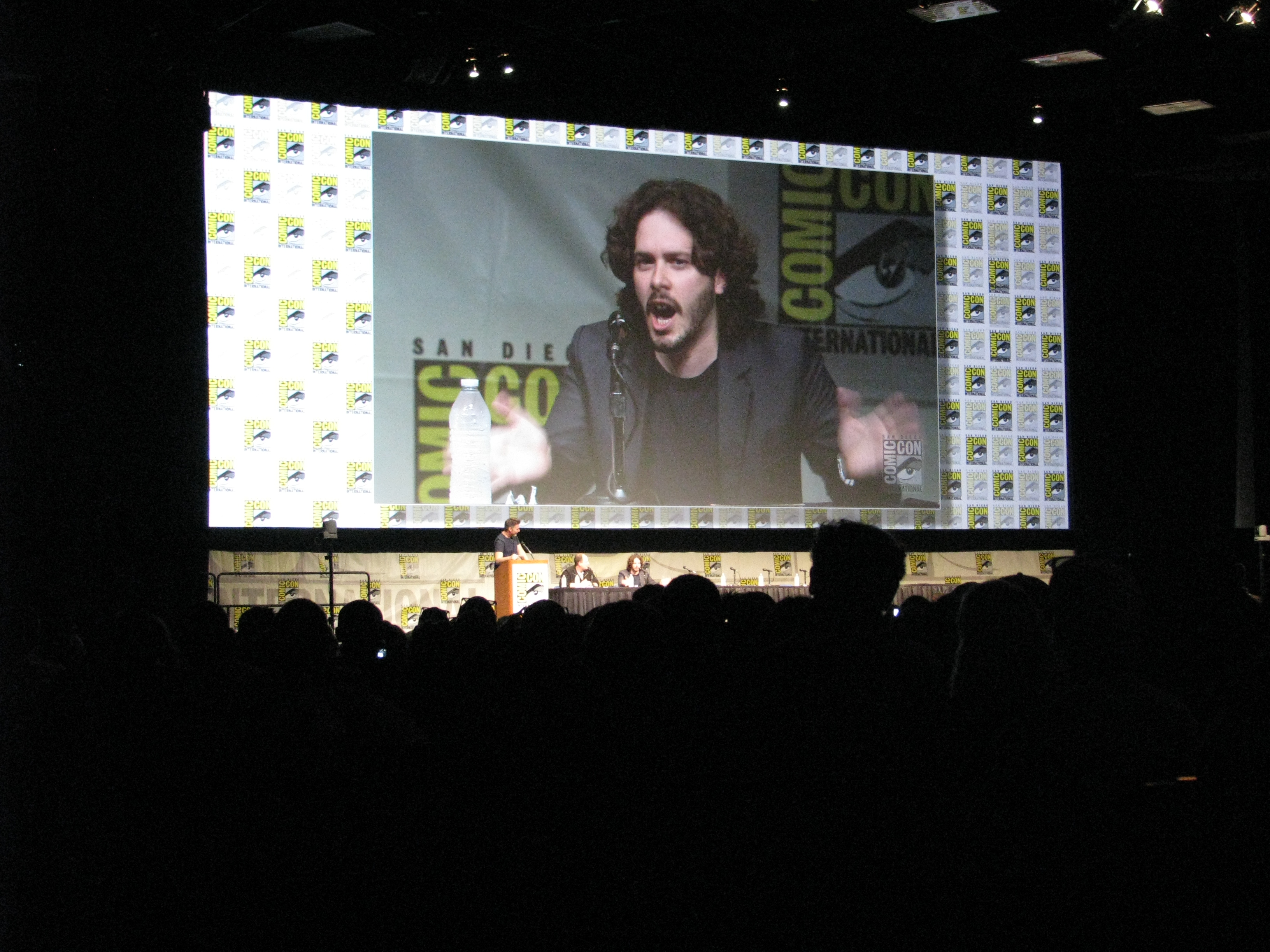
Edgar Wright al San Diego Comic-Con 2012

Nel febbraio 2007 Wright affermò che il progetto era in una fase di stallo e che stava rimaneggiando la sceneggiatura. Nel marzo 2008 Wright rivelò di aver completato la prima bozza della sceneggiatura e di essere al lavoro sulla seconda.
Nel febbraio 2010 Wright rivelò di non avere una tabella di marcia definita, "perché il personaggio non è tra i più famosi" e di voler lavorare duramente sullo script per realizzare un grande film di genere. Al Comic-Con 2010 Wright disse che Ant-Man non era in continuity con The Avengers poiché "non funzionava con la storia di origini che ho scritto".
Nel gennaio 2011 Wright disse di aver ricominciato a scrivere dopo aver terminato la promozione di Scott Pilgrim vs. the World. Nell'aprile seguente Cornish rivelò di aver consegnato la seconda bozza della sceneggiatura alla Marvel; al Comic-Con di quell'anno Wright disse di essere al lavoro sulla terza bozza.
Nel maggio 2012 il presidente dei Marvel Studios Kevin Feige si rivelò ottimista, affermando che il progetto "più vicino [alla realizzazione] che mai". Nel giugno 2012 Wright girò una breve sequenza di prova per mostrare il look e il tono del film e per convincere il pubblico delle potenzialità del personaggio. Il test footage venne poi mostrato durante il Comic-Con nel luglio seguente. A ottobre 2012 i Marvel Studios e la Disney fissarono l'uscita del film per il 6 novembre 2015.
Nel gennaio 2013 Feige rivelò che Ant-Man avrebbe fatto parte della Fase Tre del Marvel Cinematic Universe. Nel maggio seguente Feige disse che lo script aveva bisogno di alcune modifiche in modo da potersi adattare all'universo Marvel dal momento che Ant-Man era in sviluppo ancor prima di Iron Man. Feige disse inoltre che le riprese sarebbero partite nel 2014, e che i casting avrebbero avuto inizio a fine 2013. Nel luglio 2013 Wright rivelò di aver terminato la sceneggiatura del film e che la Marvel aveva acconsentito a ritardare di qualche mese la produzione del film per permettergli di completare La fine del mondo. Nell'agosto Wright disse che il film sarebbe stato parte del Marvel Cinematic Universe ma che sarebbe stato più un film a sé rispetto agli altri film Marvel. Rivelò inoltre che la produzione sarebbe partita ad ottobre 2013, e nel settembre di quell'anno la Disney spostò l'uscita del film dal 6 novembre 2015 al 31 luglio 2015.

### Pre-produzione
Il 14 ottobre 2013 venne rivelato che Joseph Gordon-Levitt e Paul Rudd erano i favoriti per il ruolo principale, e il 19 dicembre Rudd entrò in trattative finali per partecipare al film. Il giorno seguente la Marvel annunciò ufficialmente il casting di Rudd come Ant-Man. Il 13 gennaio 2014 Michael Douglas venne scelto come Hank Pym e fu confermato che Rudd avrebbe interpretato Scott Lang. Il giorno seguente entrò nel cast Michael Peña. Sempre a gennaio la Disney anticipò la data di uscita dal 31 luglio al 17 luglio 2015. Nel febbraio 2014 Evangeline Lilly entrò in trattative per partecipare al film. Nello stesso mese Wright annunciò che Bill Pope, con cui aveva lavorato a Scott Pilgrim vs. the World e La fine del mondo, sarebbe stato il direttore della fotografia. A marzo Corey Stoll entrò in trattative per entrare nel cast, e ad aprile firmarono anche Patrick Wilson e Matt Gerald.

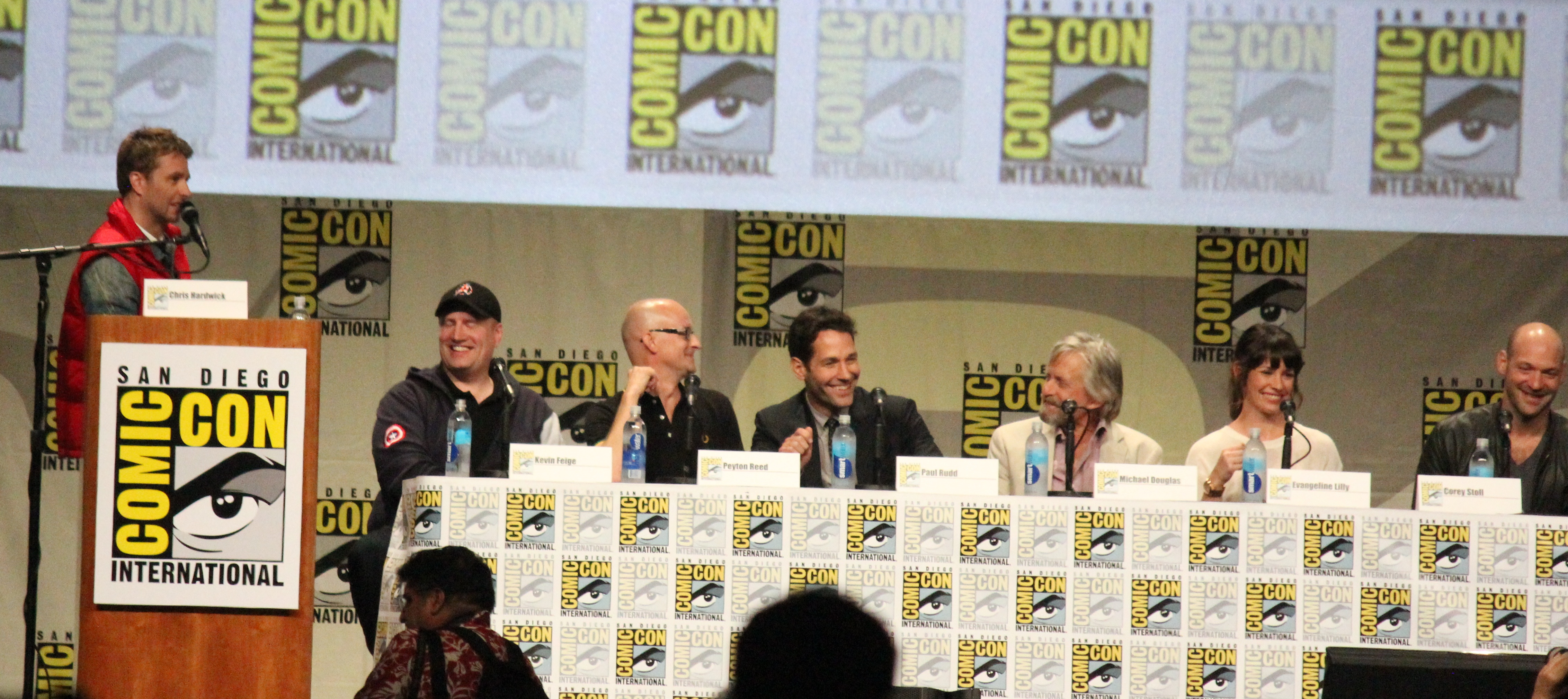
Il cast del film al San Diego Comic-Con 2014 insieme a Kevin Feige e Peyton Reed

Il 23 maggio 2014 la Marvel e Wright annunciarono che Wright aveva abbandonato il progetto a causa di divergenze creative e che presto sarebbe stato annunciato un nuovo regista. Anche Pope lasciò il progetto in seguito all'allontanamento di Wright. Il 30 maggio Adam McKay entrò in trattative per sostituire Wright alla regia, ma il giorno seguente le trattative si fermarono. Il 7 giugno la Marvel annunciò che Peyton Reed avrebbe diretto il film e che McKay avrebbe contribuito alla sceneggiatura.
Nello stesso mese Feige disse che l'uscita del film era fissata al 17 luglio 2015 e che le riprese sarebbero cominciate il 18 agosto 2014. Feige disse che il film sarebbe stato basato in gran parte sul lavoro di Wright e Cornish e che McKay avrebbe rimaneggiato solo alcune parti della sceneggiatura. Disse inoltre che "[Reed] voleva essere sicuro di non essere un semplice rimpiazzo o di dover seguire le indicazioni di altri. [...] Ha osservato lo stato del lavoro, ha parlato con noi e ha detto: 'Numero uno, sono d'accordo con la direzione che volete dare al film. Numero due, posso aggiungere del mio".
McKay ha dichiarato che Rudd ha contribuito a riscrivere la sceneggiatura, affermando di aver lavorato insieme all'attore dalle sei alle otto settimane, chiusi nelle stanze degli hotel, a scrivere. Riguardo al lavoro insieme a Rudd, McKay ha dichiarato: "Sapevo che Paul Rudd è un ottimo sceneggiatore poiché l'ho visto improvvisare sul set, ma non avevo idea che fosse così bravo - è davvero bravo con i dialoghi. [...] Sono davvero fiero di quello che abbiamo fatto, penso che abbiamo aggiunto alcune cose fantastiche a uno script di Edgar Wright che era già fantastico". Rudd ha aggiunto: "L'idea, la traiettoria, l'obbiettivo finale, la cianografia, sono tutti di Edgar e Joe. È la loro storia. Noi abbiamo cambiato alcune scene, aggiunto nuove sequenze, cambiato alcuni personaggi, aggiunti nuovi personaggi. Se metti le due sceneggiature l'una accanto all'altra sono molto diverse - ma l'idea è tutta loro". Anche Reed ha contribuito alla revisione della sceneggiatura, così come Lilly e Stoll, che hanno proposto alcune idee per i loro personaggi, in modo che ci fosse più azione e che il personaggio di Lilly avesse un ruolo più importante. Nell'aprile 2015 la sceneggiatura viene ufficialmente accreditata a Wright, Cornish, McKay e Rudd, mentre il soggetto ai soli Wright e Cornish.
A fine luglio Patrick Wilson lasciò il cast a causa di altri impegni e al ritardo nell'inizio delle riprese, e i personaggi interpretati da Gerald e Kevin Weisman vennero tagliati dalla nuova sceneggiatura di McKay. Sempre a luglio Reed affermò che le riprese avrebbero avuto luogo a San Francisco e in Georgia. Nell'agosto 2014 Reed confermò che la figlia di Scott Lang sarebbe apparsa nel film, e Gabriel Ferrari e Andrew Barrer vennero chiamati per apportare ulteriori revisioni alla sceneggiatura. Nel dicembre 2014 Evangeline Lilly, parlando della nuova sceneggiatura di Mckay, disse: "Ho visto con i miei occhi come la Marvel abbia trasposto la sceneggiatura [di Wright] nel loro mondo. Hanno creato questo universo, e tutti quanti si aspettano un certo tipo di film. E quello che Edgar aveva creato era più nello stile di Edgar Wright. Erano molto differenti. E ho pensato che se la Marvel avesse permesso a Edgar di creare la sua incredibile visione - che sarebbe stata molto simile ai fumetti classici - sarebbe stato folle da girare e divertentissimo da guardare. Ma non sarebbe stato adatto all'universo Marvel".

### Riprese
Le riprese principali sono cominciate il 18 agosto 2014 a San Francisco, con Russell Carpenter come nuovo direttore della fotografia. Alcune scene sono state girate nel quartiere di Tenderloin e al Buena Vista Park. A fine settembre 2014 la produzione si spostò ai Pinewood Atlanta Studios, e David Callaham completò un'ulteriore revisione della sceneggiatura. Le riprese si sono tenute anche agli archivi di stato a Downtown Atlanta. Nell'ottobre 2014 si è aggiunto al cast Martin Donovan, e Feige rivelò che Ant-Man non sarebbe più stato il primo film della Fase Tre ma l'ultimo della Fase Due. Parlando della decisione di cambiare la posizione del film all'interno del MCU, Feige ha spiegato:
Feige è in seguito tornato sull'argomento, spiegando: "Abbiamo messo Ant-Man alla fine della Fase Due invece che all'inizio della Fase Tre perché prepara il campo a molte cose che vedrete nella Fase Tre, una delle quali sono questi paesaggi allucinogeni e che alterano la realtà che vedrete in Doctor Strange". Il 5 dicembre 2014 Reed annunciò di aver terminato le riprese del film.
Il direttore della fotografia Russell Carpenter ha girato il film con un aspect ratio di 1.85, con delle macchine da presa Arri Alexa XT e M, usando la M per le sequenze di combattimento e sull'elicottero. L'operatore Peter Rosenfeld ha approvato la scelta di Carpenter e Reed di girare in 1.85, spiegando che "con il 2.35 non c'è sufficiente altezza nel quadro per apprezzare gli aspetti verticali di Ant-Man che si rimpicciolisce fino a cadere in una crepa nel pavimento". Carpenter e Technicolor hanno anche ideato un lookup table per scurire la gamma dei colori. Carpenter ha detto: "Per molte commedie recenti ho usato una LUT in stile 'Kodak', con colori saturi e vivi. Ma questo film aveva bisogno di qualcosa di diverso per la tonalità della pelle e la tuta di Ant-Man, che è degli anni '80, e ha quindi un aspetto un po' fatiscente. Quello che ho amato di questa LUT è come ha permesso al costume di mantenere il colore rosso fuoco rendendolo un po' più segnato dal tempo".
Per il film è stato fatto un ampio uso di fotografia macro. Lo scenografo Stepherd Frankel ha detto che "visivamente è molto più interessante mostrare le cose dal punto di vista di Ant-Man invece di mostrare il personaggio da una prospettiva normale. Ma volevamo una realizzazione realistica, non come Tesoro, mi si sono ristretti i ragazzi con i suoi set ingranditi". Rebecca Baehler è stata la direttrice della macro fotografia sotto la direzione di Carpenter. Carpenter ha detto: "C'è una vera arte per lavorare in questa scala. Un pollice dal terreno equivale a 15 piedi. Dal punto di vista di una formica, se ti muovi di quattro pollici da un punto di vista umano, è come un campo da calcio. E quando muovi la camera, le vibrazioni diventano un problema enorme, che richiede un sacco di attenzioni. Abbiamo dovuto pensare un po' fuori dagli schemi dei soliti effetti visivi prima di capire che ci serviva un direttore della fotografia proveniente dal mondo della pubblicità per tabletop. Basandoci sui suoi precedenti lavori, era chiaro che Rebecca aveva le qualità che cercavamo". Rosenfeld ha aggiunto: "Per incorporare la performance di Paul Rudd nei panni di Ant-Man quando si trova nel mondo macro, abbiamo usato un'attrezzatura di cattura facciale con baricentro. Il regista dava indicazioni a Paul, che faceva diverse espressioni facciali che sarebbero state poi aggiunte su un Ant-Man in computer grafica. Paul stava seduto su una sedia circondato da 5 macchine da presa Alexa. Una camera era posta verticalmente mentre le altre erano in orizzontale, con delle aree dell'immagine sovrapposte, tutte predisposte per registrare a 48 frame al secondo. Questo ha reso al massimo la risoluzione e ci ha fornito un modello 3D della performance di Paul".

### Post-produzione

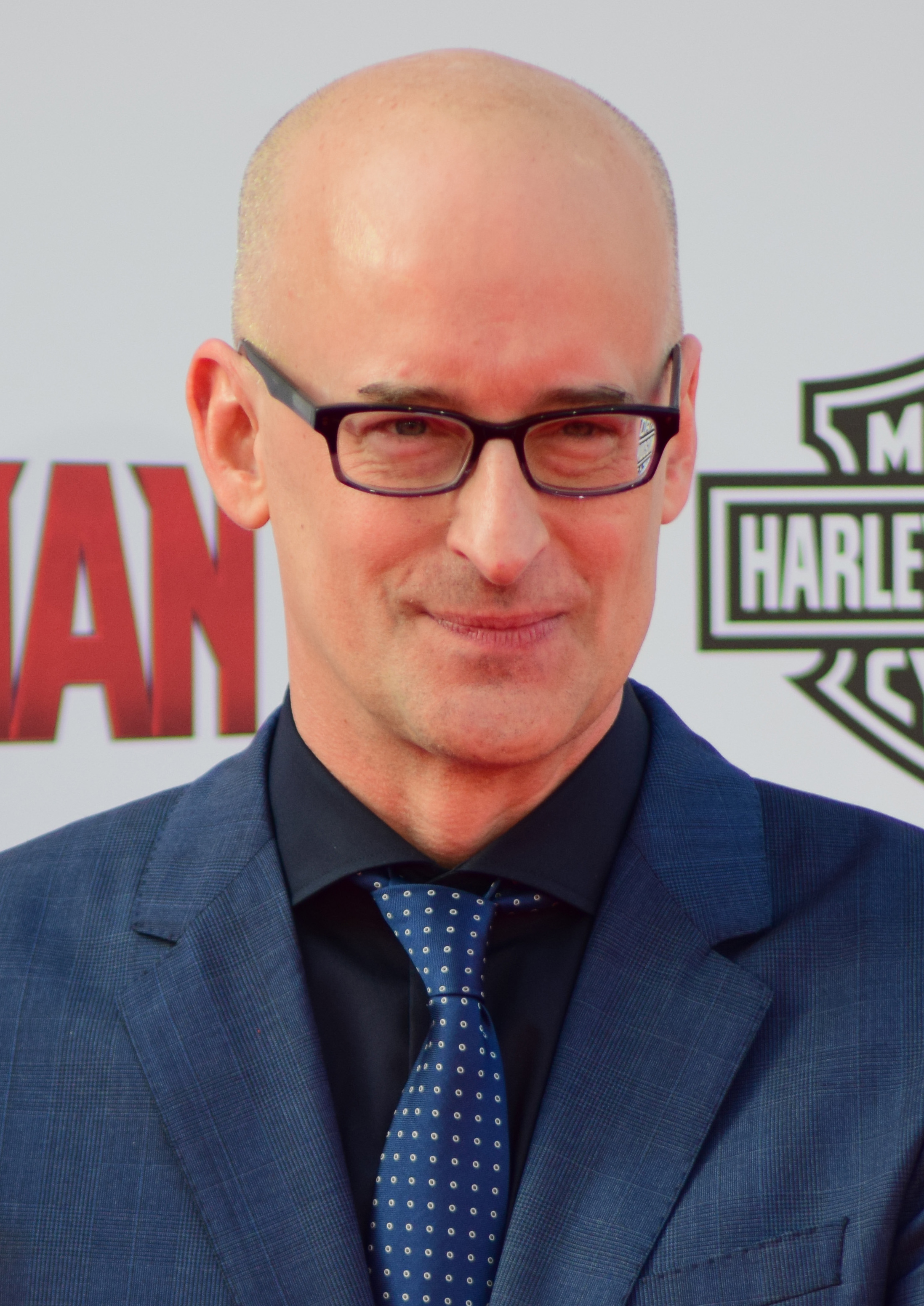
Il regista Peyton Reed alla première del film

Dopo il termine delle riprese la Marvel ha reso disponibile una sinossi aggiornata del film che rivelava che Jordi Mollà faceva parte del cast. Tuttavia le scene di Mollà sono state tagliate dal montaggio finale. Reed ha spiegato che Mollà appariva nell'originaria sequenza d'apertura del film, in cui Pym nei panni di Ant-Man affronta Castillo, un generale di Panama, interpretato da Mollà, nel tentativo di recuperare dei microfilm. Reed ha affermato che la scena "serviva a mostrare i poteri. Non si vedeva mai Ant-Man, sembrava quasi una sequenza con l'Uomo Invisibile, ed è davvero forte. Ma cominciò a sembrare troppo scollegata rispetto al film che stavamo facendo, era un'avventura a sé stante, ma non si collegava con la nostra storia".
Nel marzo 2015 Hayley Atwell ha confermato di aver ripreso il ruolo di Peggy Carter nel film. Nell'aprile 2015 Reed ha dichiarato che sarebbero state girate alcune scene aggiuntive, e a giugno ha annunciato che la produzione di Ant-Man è terminata ufficialmente. Nel giugno 2015 Feige ha confermato che Janet van Dyne sarebbe apparsa nel film, anche se non ci sarebbe stato alcun riferimento alla storia di abusi domestici tra Pym e van Dyne, spiegando che "facciamo cenno a un carattere in modo che le persone che conoscono la storia possano dire 'oh, forse questo atteggiamento è tipico di Hank', ma non in un modo che possa indicare che possa aver mai picchiato sua moglie. Ha perso la moglie nel film, ed è ciò che in qualche modo lo ha portato a licenziarsi dallo S.H.I.E.L.D. e diventare una specie di recluso".
Gli effetti speciali sono stati realizzati da Industrial Light & Magic, Lola VFX, Double Negative, Luma Pictures e Method Studios. Per i flashback nel 1989, Douglas e Donovan sono stai ringiovaniti con la CGI. Dax Griffin è stato usato come controfigura di Douglas per via della sua somiglianza con Douglas quando aveva 40 anni. Per Donovan non è stato usato nessuna controfigura, poiché è stato ringiovanito solo di una decina di anni, e il lavoro si è concentrato sugli occhi, sul collo e sul mento.

## Colonna sonora
Inizialmente Steven Price avrebbe dovuto comporre la colonna sonora, ma con l'abbandono di Wright anche Price lasciò il film. Nel gennaio 2015 è stato annunciato che sarà Christophe Beck a comporre le musiche per il film. Parlando della colonna sonora, Beck ha affermato: "Per Ant-Man ho voluto comporre una musica sinfonica nella tradizione dei miei film di supereroi preferiti, con un'ampia portata e un tema principale grande e orecchiabile. Quel che differenzia questa colonna sonora da quelle degli altri film Marvel è un subdolo senso del divertimento dal momento che non è solo un film di supereroi, ma anche una commedia su una rapina". La colonna sonora viene pubblicata il 17 luglio 2015 in versione digitale e il 7 agosto su supporto fisico.

## Promozione
Nel gennaio 2015 la Marvel ha pubblicato un'anteprima del primo trailer del film a "grandezza formica" e a "grandezza umana". Il 17 luglio 2015 è stato presentato al Giffoni Film Festival come anteprima italiana. Il trailer è stato poi trasmesso il 6 gennaio 2015 durante la première di Agent Carter, e pubblicato online il giorno seguente, anche doppiato in italiano. Il 13 aprile 2015 viene pubblicato il secondo trailer.
La Marvel ha realizzato anche una campagna virale per il film con protagonista Leslie Bibb nei panni della giornalista Christine Everhart, già apparsa nei film di Iron Man, che presenta un finto telegiornale. Nel programma, Everhart discute degli eventi di Avengers: Age of Ultron, dell'arresto di Lang, e degli eventi che portano a Captain America: Civil War.

## Distribuzione

### Data di uscita
La première di Ant-Man si è tenuta il 29 giugno 2015 al Dolby Theatre a Hollywood, e il film ha in seguito aperto l'edizione annuale del Fantasia International Film Festival. Il film è stato distribuito in Francia il 14 luglio 2015, e il 17 luglio 2015 negli Stati Uniti, in 3D e in IMAX; in Italia è stato distribuito il 12 agosto 2015. Inizialmente il film era previsto in America per il 6 novembre 2015; nel settembre 2013 è stato anticipato al 31 luglio 2015, e infine nel gennaio 2014 la data d'uscita è stata fissata al 17 luglio 2015.

### Edizione italiana
La direzione del doppiaggio e i dialoghi italiani sono stati curati da Marco Guadagno, per conto della Dubbing Brothers Int. Italia.

### Edizioni home video
Il film è stato distribuito in Blu-ray e DVD il 26 novembre 2015 in Italia e l'8 dicembre 2015 negli Stati Uniti. ed è in seguito incluso nel box set da 13 dischi "Marvel Cinematic Universe: Phase Two Collection" contenente tutti i film della Fase Due.

## Accoglienza

### Incassi
Ant-Man ha incassato 180202163 $ in Nord America e 339109802 $ nel resto del mondo, per un totale mondiale di 519311965 $, a fronte di un budget di $130 milioni.
Il film è il quattordicesimo maggior incasso mondiale del 2015 e il quattordicesimo maggiore incasso nel Nord America del 2015.

#### Nord America
Alle anteprime di mezzanotte statunitensi il film ha incassato $6,4 milioni, di cui il 48% proveniente dal circuito IMAX, e $23,4 milioni nel primo giorno di programmazione (incluse le anteprime del giovedì). Nel primo weekend di programmazione ha incassato $57,2 milioni. Si tratta del secondo esordio più basso di sempre per un film Marvel dopo L'incredibile Hulk ($21,4 milioni alle anteprime di mezzanotte e $55,4 milioni nel primo weekend).

#### Internazionale
Al di fuori del Nord America il film ha incassato, nel suo weekend d'apertura, 56,4 milioni in 37 paesi, debuttando al secondo posto del box-office internazionale dietro a Monster Hunt e Minions. L'esordio più alto è avvenuto nel Regno Unito ($6 milioni), seguito da Messico ($5,6 milioni), Russia ($4,9 milioni), Francia ($4 milioni), Australia ($4 milioni), Brasile ($3,8 milioni), Taiwan ($3,7 milioni), Malesia ($2,8 milioni), Filippine ($2,7 milioni) e Thailandia ($2,6 milioni). Nell'ottobre 2015 il film è stato distribuito in Cina, dove ha aperto con $42,4 milioni, di cui $5,1 milioni dal circuito IMAX. Il debutto cinese ha portato Ant-Man al primo posto del box-office internazionale; si tratta del secondo maggior debutto in Cina per una pellicola del MCU dopo Avengers: Age of Ultron. A ottobre 2015 i mercati di maggior successo del film sono la Cina con $81,9 milioni, il Regno Unito con $25,4 milioni e la Corea del Sud con $18,9.
In Italia il film ha debuttato al primo posto della classifica incassando €1,4 milioni nei primi quattro giorni di programmazione mentre a fine corsa ha incassato €4,7 milioni.

### Critica
Sull'aggregatore di recensioni Rotten Tomatoes il film ha un indice di gradimento dell'83% basato su 340 recensioni, con un voto medio di 6,9 su 10; il consenso critico del sito recita: "Guidato da un'incantevole performance da parte di Paul Rudd, Ant-Man offre emozioni Marvel in una scala appropriatamente più piccola, anche se non nel modo migliore come i suoi predecessori di maggior successo". Su Metacritic ha un punteggio di 64 su 100 basato su 44 recensioni.
Justin Chang di Variety ha scritto che il film "funziona più che bene come passatempo geniale e talvolta delizioso, basato sulla rara saggezza hollywoodiana che il meno può davvero essere di più". Todd McCarthy dell'Hollywood Reporter ha scritto: "Nonostante le dinamiche della storia siano fondamentalmente sciocche e tutta la questione della famiglia, con il doppio melodramma padre-figlia, sia un semplice pretesto emotivo, un buon cast guidato da un vincente Paul Rudd mette da parte il nonsense con un'eleganza abbastanza disarmante".
In Italia il film è stato ben accolto dalla critica. Gabriele Niola di Badtaste.it ha lodato il film, scrivendo: "Nemmeno per un attimo prende sé e il proprio tema sul serio, eppure riesce nell'equilibrismo di creare una tensione per la sopravvivenza nella rincorsa ad un obiettivo rischioso e importante per i protagonisti". Emanuele Sacchi di MyMovies ha scritto che "Ant-Man funziona nella sua irriducibile singolarità, nella sua anarchica impossibilità di adattarsi a schemi consueti". Federico Gironi di Comingsoon.it ha scritto che Ant-Man è un film "che si dimostra capace di divertire, divertirsi e prendersi in giro, smontando la prosopopea con la quale i cinecomic presentano sé stessi". Dello stesso parere Andrea Queirolo, che su Fumettologica definisce il film il primo vero tentativo riuscito da parte della Marvel di realizzare una commedia pura.
Al contrario, Alonso Duralde di The Wrap ha scritto che il film offre "battute che non fanno ridere ed emozioni che non fanno emozionare". Catherine Shoard di The Guardian ha scritto: "Ant-Man è un pasticcio rammendato alla meglio, perseguitato dal fantasma di Edgar Wright, prodotto da un'elegante fabbrica di hot-dog, di volta in volta futile e stupefacente". Joe Morgenstern del Wall Street Journal, nella sua recensione, ha scritto che il film "sarà sicuramente popolare, data la grandezza della Marvel nel marketing, ma è un film che è tristemente povero di coerenza e originalità".

## Riconoscimenti
- 2015 – Teen Choice Awards[139]
  - Candidatura al miglior attore dell'estate a Paul Rudd
  - Candidatura alla miglior attrice dell'estate a Evangeline Lilly
- 2016 – Premio BAFTA[140]
  - Candidatura ai migliori effetti speciali a Jake Morrison, Greg Steele, Dan Sudick e Alex Wuttke
- 2016 – MTV Movie Awards[141]
  - Candidatura al miglior eroe a Paul Rudd
- 2016 – Georgia Film Critics Association[142]
  - Miglior film prodotto in Georgia
- 2016 – Saturn Award[143]
  - Migliore trasposizione da fumetto a film

## Sequel
Nel giugno 2015, Reed affermò: "Se saremo abbastanza fortunati da fare un sequel o anche un prequel, vorrei esserci. Mi sono davvero innamorato di questi personaggi... ci sono moltissime storie da raccontare con Hank Pym". Nel luglio 2015 Douglas rivelò che gli sarebbe piaciuto vedere sua moglie Catherine Zeta-Jones nel ruolo di Janet van Dyne, mentre Lilly affermò di volere Michelle Pfeiffer nel ruolo. Douglas ha inoltre rivelato di non aver firmato per altri film, ma che sarebbe disposto a tornare se ne presentasse l'occasione. Sempre a luglio, Feige rivelò che lo studio aveva "un'idea fantastica per il prossimo film di Ant-Man, e se il pubblico lo vuole troveremo un modo per farlo". Reed rivelò inoltre che ci furono delle discussioni su possibili avventure con Hank Pym nei panni di Ant-Man, tra cui quella mostrata nella scena d'apertura originale del film, che includeva Jordi Mollà e che venne tagliata dal montaggio finale. A fine luglio Dastmalchian ha espresso interesse per tornare in un sequel.
Nell'ottobre 2015 i Marvel Studios annunciano ufficialmente il sequel, intitolato Ant-Man and the Wasp, che è stato distribuito il 6 luglio 2018 negli Stati Uniti, confermando inoltre il ritorno di Rudd e Lilly. Nello stesso mese Reed entrò in trattative per tornare alla regia del sequel, e nel novembre seguente venne confermato il suo ritorno. A dicembre venne annunciato che Barrer, Ferrari e Rudd avrebbero scritto la sceneggiatura. Nell'agosto 2016 venne confermato il ritorno di Peña nel ruolo di Luis. Nel febbraio 2017 Douglas confermò che avrebbe ripreso il ruolo di Hank Pym nel film. Nell'aprile 2017 Dastmalchian confermò il suo ritorno nei panni di Kurt, e il mese seguente venne confermato il ritorno di Harris nel ruolo di Dave. Nel luglio 2017 vennero annunciati ufficialmente Hannah John-Kamen nel ruolo di Ghost, Walton Goggins nel ruolo di Sonny Burch, Michelle Pfeiffer nel ruolo di Janet van Dyne e Laurence Fishburne nel ruolo di Bill Foster, e venne confermato che Greer avrebbe ripreso il ruolo di Maggie Lang. Le riprese iniziarono nell'agosto 2017 ai Pinewood Atlanta Studios, e si conclusero a novembre. Il film è uscito il 14 agosto 2018 in Italia.
Nel novembre 2019 è stato annunciato un terzo film, intitolato Ant-Man and the Wasp: Quantumania, con ancora Peyton Reed alla regia, che è stato distribuito il 15 febbraio 2023 in Italia e il 17 febbraio negli Stati Uniti.